# Vampire Hunter D
Vampire Hunter D (japonês: 吸血鬼ハンターD, Hepburn: Banpaia Hantā Dī; "Caçador de Vampiros D") é uma série de romances japoneses escritos por Hideyuki Kikuchi e ilustrados por Yoshitaka Amano.
A história segue D, um caçador de vampiros que vaga pela Terra em um futuro pós-nuclear. Combina elementos de gêneros de fantasia sombria alta fantasia, horror, ciência oculta, ficção científica, mitos de H. P. Lovecraft, e folclore.
Começando em 1983, Kikuchi até agora escreveu 31 romances que abrangem 44 volumes, com alguns romances compreendendo até quatro livros, e uma coleção de oito histórias curtas. A série já foi adaptada para anime, áudio drama, mangá e  quadrinhos, bem como uma coleção de livros de arte e um guias complementares.

## História
A história acompanha aventuras do lendário caçador de vampiros D, um dampiro, metade vampiro e metade humano, filho do vampiro original e uma humana. O enredo se desenvolve na Terra pós apocalíptica em 12,090 DC. O planeta se encontra aterrorizado pelos elegantes mas cruéis vampiros, cuja organização é conhecida como aristocratas. E com isso também houve surgimento de uma casta de caçadores independentes, que eliminam ameaças sobrenaturais por aluguel, da qual D é membro.
A Aristrocracia é uma poderosa organização de vampiros puro sangue que em algum ponto no passado, no ano 1999, planejou uma possível guerra nuclear e sequestraram tudo o que era necessário para reconstruir a civilização em seus domínios. Eles usam sua ciência combinada com magia para restaurar o mundo à sua imagem. Apesar de sua tecnologia ser suficientemente grande para criar um substituto do sangue como alimento, eles ainda preferem se alimentar de seres humanos. Como tal, eles criam uma civilização onde coexistem diferentes castas entre vampiros e humanos.
A sociedade eventualmente estaca quando a tecnologia de vampiros aperfeiçoa a profecia científica, que revela que eles estão no seu limite da existência e, portanto, estão condenados a cair, derrubados pelos humanos. A raça humana neste momento, teme os vampiros e possuem incapacidade de se lembrar de fraquezas de vampiros como alho e crucifixos. Ao contrário dos vampiros da tradição tradicional, a aristrocacia tem a capacidade de se reproduzir sexualmente, e sua prole irá parar de envelhecer permanentemente  após atingir a maturidade física, tendo herdado a imortalidade.

## Titulos publicados
Os livros ainda não foram traduzidos em português. Publicados originalmente em japonês pela  editora Asahi Shabum e possui versão em inglês publicada pela Dark Horse Comics e Digital Manga Publishing.
- Vampire Hunter 1: D - Vampire Hunter D

 Caçador de vampiros D (não publicado em língua portuguesa - título sujeito a alteração)
- Vampire Hunter 2: D - Raiser of Gales

 Cultivador de Gales (não publicado em língua portuguesa - título sujeito a alteração)
- Vampire Hunter 3: D - Demon Deathchase

 Compra da morte do demônio (não publicado em língua portuguesa - título sujeito a alteração)
- Vampire Hunter 4: D - Tale of The Dead Town

 Conto da cidade morta (não publicado em língua portuguesa - título sujeito a alteração)
- Vampire Hunter 5: D - The Stuff of Dreams

 O material dos sonhos (não publicado em língua portuguesa - título sujeito a alteração)
- Vampire Hunter 6: D - Pilgrimage of the Sacred and the Profane

 Peregrinação do sagrado e do profano (não publicado em língua portuguesa - título sujeito a alteração)
- Vampire Hunter 7: D - Mysterious Journey to the North Sea

 Misteriosa jornada ao mar do norte (não publicado em língua portuguesa - título sujeito a alteração)
- - Vampire Hunter 7: D - Mysterious Journey to the North Sea 1
  - Vampire Hunter 7: D - Mysterious Journey to the North Sea 2
- Vampire Hunter 8: D - The Rose Princess

  A princesa Rosa (não publicado em língua portuguesa - título sujeito a alteração)
- Vampire Hunter 9: D - Pale Fallen Angel

  Anjo pálido caído (não publicado em língua portuguesa - título sujeito a alteração)
- - Vampire Hunter 9: D - Pale Fallen Angel 1
  - Vampire Hunter 9: D - Pale Fallen Angel 2
  - Vampire Hunter 9: D - Pale Fallen Angel 3
  - Vampire Hunter 9: D - Pale Fallen Angel 4
- Vampire Hunter 10: D - Twin-Shadowed Knight

  Cavaleiro gêmeo sombrio (não publicado em língua portuguesa - título sujeito a alteração)
- - Vampire Hunter 10: D - Twin-Shadowed Knight 1
  - Vampire Hunter 10: D - Twin-Shadowed Knight 2
- Vampire Hunter 11: D - Dark Road

  Estrada escura (não publicado em língua portuguesa - título sujeito a alteração)
- - Vampire Hunter 11: D - Dark Road 2
  - Vampire Hunter 11: D - Dark Road 2
  - Vampire Hunter 11: D - Dark Road 3
- Vampire Hunter 12: D - Tyrant's Stars

  Estrelas da desgraça (não publicado em língua portuguesa - título sujeito a alteração)
- - Vampire Hunter 12: D - Tyrant's Stars 1
  - Vampire Hunter 12: D - Tyrant's Stars 2
  - Vampire Hunter 12: D - Tyrant's Stars 3
  - Vampire Hunter 12: D - Tyrant's Stars 4
- Vampire Hunter 13: D - Fortress of the Elder God

  Fortaleza do deus antigo (não publicado em língua portuguesa - título sujeito a alteração)
- Vampire Hunter 14: D - Highway of the Enchanted Troops

  Caminho para as tropas encantadas (não publicado em língua portuguesa - título sujeito a alteração)
- Vampire Hunter 15: D - Scenes From An Unholy War

  Cenas de uma guerra ímpia (não publicado em língua portuguesa - título sujeito a alteração)
- Vampire Hunter 16: D - Record of the Blood Battle

  Recordações da batalha de sangue (não publicado em língua portuguesa - título sujeito a alteração)
- Vampire Hunter 17: D - White Devil Mountain

  A maléfica montanha alva (não publicado em língua portuguesa - título sujeito a alteração)
- - Vampire Hunter 17: D - White Devil Mountain (First Half)
  - Vampire Hunter 17: D - White Devil Mountain (Second Half)
- Vampire Hunter 18: D - Iriya the Berserker

  Iriya o Berserker (não publicado em língua portuguesa - título sujeito a alteração)
- Vampire Hunter 19: D - Throng of Heretics

 Horda de hereges (não publicado em língua portuguesa - título sujeito a alteração)
- Vampire Hunter 20: D - Immortal Island

  A ilha imortal (não publicado em língua portuguesa - título sujeito a alteração)
- Vampire Hunter 21: D - The Hellish Horse Carriage

  A carruagem infernal (não publicado em língua portuguesa - título sujeito a alteração)
- Vampire Hunter 22: D - Nightmare Village

  Aldeia do pesadelo (não publicado em língua portuguesa - título sujeito a alteração)
- Vampire Hunter 23: D - The Royal Tiger of Winter

  O régio tigre do inverno (não publicado em língua portuguesa - título sujeito a alteração)
- Vampire Hunter 24: D - Battlefront of the Nobility

  Batalha da Aristocracia (não publicado em língua portuguesa - título sujeito a alteração)
- Vampire Hunter 25: D - The Golden Demon

  Demonio dourado (não publicado em língua portuguesa - título sujeito a alteração)
- - Vampire Hunter 25: D - The Golden Demon 1
  - Vampire Hunter 25: D - The Golden Demon 2
- Vampire Hunter 26: D - Sylvia's Road Home

  Estrada para o lar de Sylvia (não publicado em língua portuguesa - título sujeito a alteração)
- Vampire Hunter 27: D - Festival of the Nobility

  Festival dos Aristocratas (não publicado em língua portuguesa - título sujeito a alteração)
- Vampire Hunter 28: D - Banquet in Purgatory

  Banquete no purgatório (não publicado em língua portuguesa - título sujeito a alteração)
- Vampire Hunter 29: D- The Twisted Nobleman

  O nobre corrupto (não publicado em língua portuguesa - título sujeito a alteração)
- Vampire Hunter 30: D- The Wicked Beauty

  A beleza perversa (não publicado em língua portuguesa - título sujeito a alteração)

### Histórias curtas
- Vampire Hunter: D - Dark Nocturne

 Melodia Sombria (não publicado em língua portuguesa - título sujeito a alteração)
- Vampire Hunter: D - An Ode to Imagined Fall

  Ode a queda sonhada (não publicado em língua portuguesa - título sujeito a alteração)
- Vampire Hunter: D - Legend of the War Fiends

  Lenda dos espíritos da guerra (não publicado em língua portuguesa - título sujeito a alteração)
- Vampire Hunter: D - A Village in Fog

  Aldeia em neblina (não publicado em língua portuguesa - título sujeito a alteração)
- Vampire Hunter: D – Armageddon

  Armagedon (não publicado em língua portuguesa - título sujeito a alteração)
- Vampire Hunter: D - Portrait of Ixobel

  Retrato de Ixobel (não publicado em língua portuguesa - título sujeito a alteração)
- Vampire Hunter: D - The Wanderer's Ship

  O navio viajante (não publicado em língua portuguesa - título sujeito a alteração)
- Vampire Hunter: D - Message from Mars

  Mensagem de Marte (não publicado em língua portuguesa - título sujeito a alteração)

### Gaiden
- Dhampir hunting

  Caça ao Dampiro (não publicado em língua portuguesa - título sujeito a alteração)

## Personagens
- D

É um hibrido, filho de uma humana e do rei dos vampiros Dracula.  a quem ele despreza e recusa a atender pelo nome que ambos compartilham, por isso ele abreviou o próprio nome apenas para D. Ao contrário da maioria dos dampiros, D é capaz de viver como um humano "normal"; no entanto, ele é marcado por sua beleza sobrenatural e aura excepcionalmente poderosa, e, por isso raramente reconhecido pelos padrões mortais. D possui poder surpreendente, tendo a maioria dos pontos fortes da Aristocracia e poucas das fraquezas comuns. Seu poder não é apenas físico, mas também se estende ao reino mágico o tornando um dos seres mais fortes do mundo. Ele resolveu colocar seu poder a disposição da humanidade, e por isso se tornou um caçador de vampiros. Não se sabe exatamente qual é seu objetivo, mas ele diz estar sempre a procura de algo.  É estimado que ele tem ao menos 5.000 anos.
- Dracula

Como D, Dracula é retratado como um misterioso e belo jovem viajante que lida com a vida e a morte. O papel de Drácula nos romances é ambíguo, aparecendo como perdição ou salvador nas cidades isoladas, e deificado como um Deus para os vampiros, muitos dos quais nunca o conheceram pessoalmente. Drácula aparece tanto como um legislador homenageado por sua inteligência, que mostrou interesse em preservar os seres humanos, e como um cientista implacável realizou experimentos de criação híbrida com seres humanos, a fim de perpetuar sua própria espécie decrescente. Drácula realizou experimentos de cruzamentos bizarros envolvendo a si mesmo e inúmeras mulheres humanas ou mesmo outros vampiros, com o único produto bem sucedido dos experimentos sendo D.
- Mão esquerda

D possui um parasita sensitivo que reside em sua mão esquerda, se manifestando sob a forma rosto humano. A mão esquerda é consciente de muitos dos pensamentos e ações de D e por isso gosta de fazer comentários sarcásticos. Proporciona alivio comico constatando com a personalidade reservada do personagem principal, mas também é incrivelmente útil, possuindo muitos poderes misteriosos, como a psicometria, indução ao sono, capacidade de determinar a condição médica de uma vítima e  de dimensionar os poderes sobrenaturais de um inimigo. Tem sua própria mente e vontade, e atua como guia de D e único companheiro permanente, fornecendo um reservatório de conhecimento pertencente à cultura dos vampiros perdida. As origens da mão esquerda são desconhecidas, e não está claro como ambos vieram a se juntar. No entanto, parte da sua natureza é revelada, deixando implícito que era um Barbarois, híbridos humanos e monstro, que serviu no séquito pessoal do Conde Drácula.

## Série de televisão animada
Em junho de 2015, uma série de televisão animada em CGI inicialmente intitulada Vampire Hunter D: Ressurreição foi anunciada. Brandon Easton está escrevendo o piloto para a série baseado nos dois primeiros volumes dos romances Mysterious Journey to North Sea (volumes 7 dos livros), co-produzida com o estúdio de animação Digital Frontier Digital.
A série está atualmente em pré-produção, desenvolvida como episódios de duração de uma hora com a intenção de ser transmitido em uma grande rede de cabo americana ou em demanda em outros possíveis canais. Dada a abundância de material de origem, a ideia atual é produzir pelo menos sete temporadas, mas sem planos de revisitar o material que foi adaptado nos dois primeiros filmes.
A série será produzida por Kurt Rauer e Scott McLean, e dirigida por Yoichi Mori,  Yoshiaki Kawajiri, atuando como diretor de supervisão e o criador da série, Hideyuki Kikuchi, fornecendo supervisão editorial.

## Mangá
Em novembro de 2007, o primeiro volume da adaptação de manga de Saiko Takaki da série de foi publicado simultaneamente nos Estados Unidos, Japão e Europa. O projeto, supervisionado pela editora Digital Manga e o autor dos livros Hideyuki Kikuchi, teve como objetivo adaptar fielmente todo o catálogo de livros Vampire Hunter D em forma de mangá, no entanto, foi concluído após o oitavo volume em parte devido a uma lesão que afetou a capacidade de Takaki de ilustrar a série.

## Quadrinhos
Em 2016,  uma série de quadrinhos Vampire Hunter D de cinco números intitulada Vampire Hunter D: A mensagem de Marte foi anunciada.
Mensagem de Marte será uma adaptação da história curta de 2005 chamada Message from Cecile (mais tarde rebatizada como Message from Mars), uma história curta inédita nunca publicada de Hideyuki Kikuchi e  atuará como uma prequela da Série animada em desenvolvimento. A série será escrita por Brandon Easton e ilustrada por Michael Broussard, com o desenvolvimento visual de Christopher Shy.  Será publicada pela Stranger Comics com a supervisão do criador da séries, e o apoio das equipes criativas da Unified Pictures e da Digital Frontier.  A campanha para arrecadar fundos para financiar o projeto  alcançou seu objetivo de financiamento inicial de US $ 50.000 em 7 de julho de 2016. A campanha concluiu em 9 de agosto de 2016, com 1.736 patrocinadores prometendo um total de US $ 107.025, atingindo quatro dos cinco objetivos de estiramento.

## Filmes animados

### Vampire D (1985)
O roteiro baseia-se no primeiro volume da série de livros com o mesmo nome. Se passa no ano 12.090 DC, em um mundo de holocausto pós-nuclear onde Doris Lang, uma jovem mulher, contrata o caçador de vampiros D para protegê-la de um poderoso senhor dos vampiros. É importante notar aqui, no entanto, que o filme difere muito do livro de onde baseia sua história, mudando aparência dos personagens e outros detalhes importantes do enredo.

### Vampire Hunter D: Bloodlust
O segundo filme  Vampire Hunter D Bloodlust: foi lançado no ano 2000. Do mesmo modo que a animação anterior, a história do filme difere bastante do material em que se baseia, o terceiro livro da série intitulado Demon Deathchase (O caso da morte do Demonio em tradução livre). Ao contrário do primeiro filme, que foi lançado em 1985, este filme é classificado para adultos em Singapura, na Austrália, Estados Unidos e no Reino Unido por causa da violência.
Vampire Hunter D: Bloodlust, obteve respeito pelas suas técnicas avançadas de animação, estilo de arte detalhada para a época em que foi produzido, e sua sofisticada trilha sonora orquestral, organizada e conduzido por Marco D'Ambrosio. Seu estilo de arte refletiu  o do ilustrador e designer de personagem original do primeiro filme, Yoshitaka Amano.

## Video Game
Vampire Hunter D é um jogo de vídeo PlayStation baseado na série de livros e filmes do mesmo nome. Junto com Countdown Vampires, é um dos poucos jogos de terror de sobrevivência que gira em torno de vampiros. A jogabilidade é semelhante aos jogos iniciais da série Resident Evil; porque os personagens são totalmente poligonais, enquanto os fundos são pré-renderizados. Comparável ao Resident Evil, a jogabilidade consiste em explorar completamente um castelo, colecionar itens, e resolver enigmas para progredir.
Um segundo jogo de videogames baseado em Vampire Hunter D: Bloodlust também foi lançado para o console de jogos PlayStation, intitulado Vampire Hunter D. É um jogo de terror de sobrevivência, mas também semelhante a um título de aventura padrão. O jogador pode ver D de diferentes ângulos pré-renderizados ao longo do jogo e permitir que D ataque inimigos com sua espada. D também pode usar magia, habilidades da mão esquerda e itens. A história do jogo é semelhante à do Vampire Hunter D Bloodlust, embora ocorra inteiramente dentro do castelo, enquanto D luta contra todos os inimigos. 3 finais, 1 dos quais é semelhante ao final do anime.

## Compilação de arte e guias
- Coffin — Vampire Hunter D
- Vampire Hunter "D" Reader's Guide
- Yoshitaka Amano Art Collection Vampire Hunter "D"
- Yoshiaki Kawajiri's "Vampire Hunter D" Storyboard Collection